# 卡洛斯·德卡德纳斯·普拉
卡洛斯·德卡德纳斯·普拉（西班牙語：Carlos de Cárdenas Plá，1932年7月7日—），古巴男子帆船运动员。他曾代表古巴参加1948年、1952年和1960年夏季奥林匹克运动会帆船比赛，其中1948年奥运会获得一枚银牌。

## 家庭
父亲卡洛斯·德卡德纳斯·库尔梅利。